# Marion Cotillard
Marion Cotillard (Párizs, 1975. szeptember 30. –) francia színésznő.
2008-ban vált nemzetközi hírű filmcsillaggá, amikor a Piaf című filmben nyújtott alakításáért elnyerte a legjobb színésznőnek járó Golden Globe-, BAFTA-, César- és Oscar-díjat.

## Életrajza
Párizsban született és Orléansban nőtt fel. Az orléans-i színművészeti konzervatóriumban tanult. Mivel kiváló énekhanggal rendelkezik, két lehetőség között kellett választania: vagy színésznő, vagy énekesnő lesz. Cotillard azonban az elsőt választotta, de filmjeiben több alkalommal énekelt.
Anyja, Niseema Theillaud, színésznő, apja, Jean-Claude Cotillard, színházi rendező, így szülei révén kisgyermek kora óta művészi körökben forgott, ugyanúgy, mint két iker öccse, az 1977. november 6-án született Quentin (festő- és szobrászművész) és Guillaume (író).
Első színdarabját (Y a des nounous dans le placard) unokatestvére, a színész-rendező Laurent Cotillard rendezte. Első filmszerepe a Hegylakó című sorozat egyik epizódjában volt 1993-ban. 1994-ben elnyerte az Orléans-i Színművészeti Főiskola első díját, ahol tanult. Első filmszerepét a La belle verte című filmvígjátékban játszotta 1996-ban, de az igazi áttörést Luc Besson Taxi című komédiája hozta el számára 1998-ban, a sikeres film második és harmadik részében is szerepelt.
2001-ben kettős főszerepet játszott a Búcsúdal című filmdrámában, amellyel legígéretesebb fiatal színésznőként jelölték César-díjra.
2002-ben, a Taxi 3. forgatása után, amelyben úgy játszott, hogy előzetesen nem olvashatta el a forgatókönyvet, megelégelte az üresfejű fruska szerepét, s jelezte Luc Besson producer-forgatókönyvírónak, hogy a továbbiakban nem kíván a szereplőgárda tagja lenni. 2003-ban Tim Burton kínálta neki az első amerikai filmszerepet, a Nagy Hal című filmdrámában.
Jean-Pierre Jeunet 2004-ben forgatott, Hosszú jegyesség című filmjének Tina Lombardi szerepe meghozta számára az első César-díjat, a legjobb mellékszereplő színésznő kategóriában.
Az Édith Piaf életét bemutató Piaf című filmben a címszerepet kapta. A szerepért valójában Audrey Tautouval versenyzett. A finanszírozási gondok ellenére a film világsikert aratott, s Marion Cotillard számára számos elismerést hozott. 2007-ben a Berlini Nemzetközi Filmfesztiválon a film díszbemutatója után a közönség tizenöt perces állótapssal jutalmazta a szereplőgárdát és az alkotókat.
Cotillard játékát BAFTA-díjjal, Golden Globe-díjjal, César-díjjal jutalmazták, 2008 februárjában pedig megkapta a legjobb női főszereplőnek járó Oscar-díjat. Marion Cotillard lett a második francia színésznő, 48 évvel Simone Signoret díja után (Hely a tetőn), aki legjobb színésznőként Oscar-díjban részesült; továbbá korábban csak Sophia Loren kapott Oscar-díjat idegen nyelvű szerepért. Cotillard, aki 33 évesen vehette át az Oscart, az első francia nyelvű színész, aki angol nyelvű szerepért vihette haza az aranyszobrot.
Az Oscar-díj utáni első szerepe a Johnny Depp által játszott Dillinger szerelmének megformálás volt Michael Mann Chicagóban forgatott gengszterfilmjében, a Közellenségekben. A film jelentős sikereket ért el a mozikban, 214 millió dolláros bevételt produkált. Ugyanebben az évben mutatták be a Kilenc című Rob Marshall-musicalt, amelyben az illusztris szereplők sora között bukkant fel. A több kategóriában Oscar-jelölt alkotásban ikonja, Daniel Day-Lewis filmbeli feleségét, Luisa Continit játssza. A filmben énekelt Take it all című dalhoz videóklip is készült, amely nagyon sikeres lett.
2010-ben a női főszerepet játszotta Leonardo DiCaprio oldalán az Eredet című filmben. Az alkotás négy kategóriában kapott Oscar-díjat és az év legnézettebb filmjeinek egyike volt. A következő évben Woody Allen szintén Oscar-díjas filmjében, az Éjfélkor Párizsban című alkotásban játszott, ahol Adrianát, a titokzatos szépséget keltette életre, akibe a főszereplő az 1920-as évek francia fővárosában szeretett bele. Következő munkája a szintén nemzetközi sztárok főszereplésével forgatott Steven Soderbergh-film, a Fertőzés volt, majd A sötét lovag – Felemelkedés.
A 2012-es cannes-i fesztiválon mutatták be Rozsda és csont című filmjét, amelyben egy amputált lábú delfinidomárt játszik. A drámában nyújtott erős alakítása nemzetközi elismerést váltott ki, amiért BAFTA- és Golden Globe-díjra is jelölték.

## Magánélet
2003-ban összejött Guillaume Canet színész-rendezővel, aki 2007-ben eljegyezte. Nagyon diszkréten élnek, csak ritkán mutatkoznak együtt és magánéletükről gyermekük születése előtt egyáltalán nem beszéltek. 2010-ben Marion Cotillard elmondta a sajtónak, hogy anya szeretne lenni. 2011. május 19-én adott életet Marcel nevű fiának.

## Érdekesség
A 2006-ban bemutatott Te meg én című filmje kedvéért megtanult hegedülni. Lelkes Környezetvédő aktivista, 2001 óta tart szoros kapcsolatot a Greenpeace nemzetközi szervezet francia központi irodájával.
Egy 2007 februárjában adott interjújában – ismert összeesküvés-elmélet téziseit hangoztatva – kétségbe vonta egyes történések valódiságát, így a 2001. szeptember 11-ei terrortámadás, vagy a francia humorista, Coluche halálos balesetének körülményeit, valamint az amerikai űrhajósok Holdra lépését az 1970-es években. Kijelentései vihart kavartak a nemzetközi sajtóban is.
A Figaro Magazin adatai szerint Marion Cotillard a harmadik legjobban fizetett francia színésznő volt 2007-ben, Mathilde Seigner és Nathalie Baye mögött.
Mon Clown cimmel Bastien Duval dokumentumfilmet forgatott a színésznőről, amely a Piaf című film promóciója alatt egy éven át követte nyomon Marion Cotillard tevékenységét.
2012-ben a magyar Periodika Magazin olvasói a világ legszexisebb nőjének választották.

## Zene

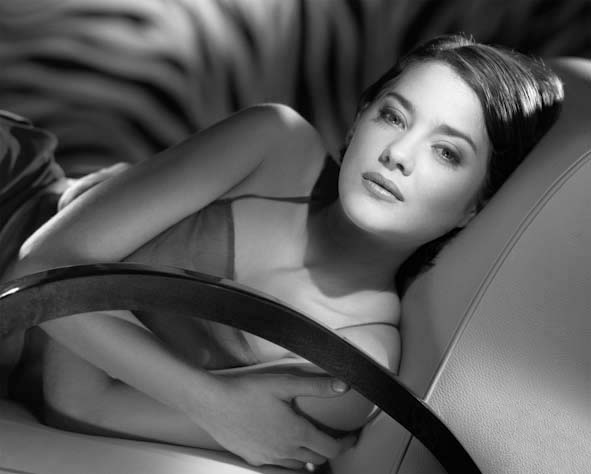
Marion Cotillard 1999-ben

Fiatal kora óta képzi hangját, néhány filmjében énekelt is. Az Oscar-díjat hozó Piafban csak egyetlen dalt énekelt ő, abban a karakterének részegen és hamisan kellett énekelnie. A film sikere után egy francia műsorban Jenifer francia énekesnővel közösen elénekelt két Piaf-dalt, a Milord és a La vie en rose című szerzeményeket.
Már tizennégy évesen szerepelt a Les Wampas nevű francia punkzenekar Petite fille című számának videóklipjében.
2010-ben a népszerű Franz Ferdinand együttes közreműködésével előadott The Eyes of Mars című dalt énekelte fel a Dior divatház új kampányához, amelyhez sikeres klip is készült. A zenekar kifejezetten a színésznő számára írta a dalt.
2013-ban szerepelt David Bowie visszatérő albuma nyitódalának, a The Next Daynek a videóklipjében. A színésznő újra Gary Oldmannal dolgozhatott, akivel a Batman-filmben szerepeltek közösen.

## Filmográfia

### Film
| Év   | Magyar cím                             | Eredeti cím                                       | Szerep                             | Magyar hang        | Rendező                     |
| ---- | -------------------------------------- | ------------------------------------------------- | ---------------------------------- | ------------------ | --------------------------- |
| 1994 |                                        | L'Histoire du garçon qui voulait qu'on l'embrasse | Mathilde                           |                    | Philippe Harel              |
| 1996 | Összeveszésem története…               | Comment je me suis disputé... (ma vie sexuelle)   | diák                               |                    | Arnaud Desplechin (1.)      |
| 1996 | Gyönyörű zöld                          | La Belle Verte                                    | Macha                              |                    | Coline Serreau              |
| 1998 | Taxi                                   | Taxi                                              | Lilly Bertineau                    | Orosz Helga        | Gérard Pirès                |
| 1999 |                                        | La Guerre dans le Haut Pays                       | Julie Bonzon                       |                    | Francis Reusser             |
| 1999 |                                        | Furia                                             | Élia                               |                    | Alexandre Aja               |
| 1999 |                                        | Du bleu jusqu'en Amérique                         | Solange                            |                    | Sarah Lévy                  |
| 2000 | Taxi 2.                                | Taxi 2                                            | Lilly Bertineau                    | Orosz Helga        | Gérard Krawczyk (1.)        |
| 2001 |                                        | Lisa                                              | Lisa fiatalon                      |                    | Pierre Grimblat             |
| 2001 | Búcsúdal                               | Les Jolies Choses                                 | Marie / Lucie                      | Gubás Gabi         | Gilles Paquet-Brenner       |
| 2002 | Egy személyes ügy                      | Une affaire privée                                | Clarisse Entoven                   | Peller Anna        | Guillaume Nicloux           |
| 2003 | Taxi 3.                                | Taxi 3                                            | Lilly Bertineau                    | Orosz Helga        | Gérard Krawczyk (2.)        |
| 2003 | Szeress, ha mersz                      | Jeux d'enfants                                    | Sophie Kowalsky                    | Németh Borbála     | Yann Samuell                |
| 2003 | Nagy Hal                               | Big Fish                                          | Joséphine Bloom                    | Kéri Kitty         | Tim Burton                  |
| 2004 | Ártatlanság                            | Innocence                                         | Mademoiselle Éva                   |                    | Lucile Hadžihalilović       |
| 2004 | Hosszú jegyesség                       | Un long dimanche de fiançailles                   | Tina Lombardi                      | Gubás Gabi         | Jean-Pierre Jeunet          |
| 2005 | Felvonulás                             | Cavalcade                                         | Alizée                             |                    | Steve Suissa                |
| 2005 | Szerelem száll a szélben               | Ma vie en l'air                                   | Alice                              | Böhm Anita         | Rémi Bezançon               |
| 2005 | Mária Magdolna                         | Mary                                              | Gretchen Mol                       | Orosz Helga        | Abel Ferrara                |
| 2005 | Mindent a cégért                       | Sauf le respect que je vous dois                  | Lisa                               |                    | Fabienne Godet              |
| 2005 | Fekete doboz                           | La Boîte noire                                    | Isabelle Kruger / Alice            | Roatis Andrea      | Richard Berry               |
| 2005 | Edy, a haláldíler                      | Edy                                               | Céline / La chanteuse du rêve      |                    | Stéphan Guérin-Tillié       |
| 2006 | Te meg én                              | Toi et moi                                        | Léna                               | Kisfalvi Krisztina | Julie Lopes-Curval          |
| 2006 | Dikkenek                               | Dikkenek                                          | Nadine                             |                    | Olivier Van Hoofstadt       |
| 2006 | Fair Play                              | Fair Play                                         | Nicole                             | Zsigmond Tamara    | Lionel Bailliu              |
| 2006 | Bor, mámor, Provence                   | A Good Year                                       | Fanny Chenal                       | Für Anikó          | Ridley Scott                |
| 2007 | Piaf                                   | La môme                                           | Édith Piaf                         | Für Anikó          | Olivier Dahan               |
| 2009 | Közellenségek                          | Public Enemies                                    | Billie Frechette                   | Orosz Helga        | Michael Mann                |
| 2009 |                                        | Le dernier vol                                    | Marie Vallières de Beaumont        |                    | Karim Dridi                 |
| 2009 | Kilenc                                 | Nine                                              | Luisa Contini                      | Orosz Helga        | Rob Marshall                |
| 2010 | Eredet                                 | Inception                                         | Mal                                | Györgyi Anna       | Christopher Nolan (1.)      |
| 2010 | Apró kis hazugságok                    | Les petits mouchoirs                              | Marie                              | Kelemen Kata       | Guillaume Canet (1.)        |
| 2011 | Éjfélkor Párizsban                     | Midnight in Paris                                 | Adriana                            | Györgyi Anna       | Woody Allen                 |
| 2011 | Fertőzés                               | Contagion                                         | Dr. Leonora Orantes                | Gubás Gabi         | Steven Soderbergh           |
| 2012 | Rozsda és csont                        | De Rouille et D'os                                | Stéphanie                          | Pálmai Anna        | Jacques Audiard             |
| 2012 | A sötét lovag – Felemelkedés           | The Dark Knight Rises                             | Miranda Tate / Talia al Ghul       | Györgyi Anna       | Christopher Nolan (2.)      |
| 2013 | Idegen földön                          | The Immigrant                                     | Ewa Cybulska                       | Gubás Gabi         | James Gray                  |
| 2013 | Vérkötelék                             | Blood Ties                                        | Monica                             | Solecki Janka      | Guillaume Canet (2.)        |
| 2013 | Ron Burgundy: A legenda folytatódik    | Anchorman 2: The Legend Continues                 | hírbemondó (cameo)                 | Orosz Helga        | Adam McKay                  |
| 2014 | Két nap, egy éjszaka                   | Deux jours, une nuit                              | Sandra Bya                         | Györgyi Anna       | Luc és Jean-Pierre Dardenne |
| 2015 | A kis herceg                           | The Little Prince                                 | Rózsa (hangja)                     | Kisfalvi Krisztina | Mark Osborne                |
| 2015 | Macbeth                                | Macbeth                                           | Lady Macbeth                       | Balsai Móni        | Justin Kurzel (1.)          |
| 2016 | Ez csak a világ vége                   | Juste la fin du monde                             | Catherine                          |                    | Xavier Dolan                |
| 2016 |                                        | Mal de Pierres                                    | Gabrielle                          |                    | Nicole Garcia               |
| 2016 | Szövetségesek                          | Allied                                            | Marianne Beauséjour                | Ruttkay Laura      | Robert Zemeckis             |
| 2016 | Assassin's Creed                       | Assassin's Creed                                  | Dr. Sofia Rikkin                   | Györgyi Anna       | Justin Kurzel (2.)          |
| 2017 |                                        | Rock’n Roll                                       | Marion Cotillard                   |                    | Guillaume Canet (3.)        |
| 2017 | Ismael szellemei                       | Les Fantômes d'Ismaël                             | Carlotta                           |                    | Arnaud Desplechin (2.)      |
| 2018 | Angyalkám                              | Gueule d'ange                                     | Marlène                            |                    | Vanessa Filho               |
| 2019 | Együtt megyünk                         | Nous finirons ensemble                            | Marie                              |                    | Guillaume Canet (4.)        |
| 2020 | Dolittle                               | Dolittle                                          | Tutu (hangja)                      | Pálfi Kata         | Stephen Gaghan              |
| 2021 |                                        | Bigger Than Us (dokumentumfilm)                   | filmproducer                       |                    | Flore Vasseur               |
| 2021 | Annette                                | Annette                                           | Ann Defrasnoux                     |                    | Leos Carax                  |
| 2021 |                                        | Charlotte                                         | Charlotte Solomon (francia hangja) |                    | Tahir Rana                  |
| 2021 | Éric Warin                             | Charlotte                                         | Charlotte Solomon (francia hangja) |                    |                             |
| 2022 |                                        | Frère et Sœur                                     | Alice                              |                    | Arnaud Desplechin (3.)      |
| 2023 | Asterix és Obelix: A középső birodalom | Asterix & Obelix: The Middle Kingdom              | Kleopátra                          | Hámori Eszter      | Guillaume Canet (5.)        |
| 2023 |                                        | Little Girl Blue                                  | Carole Achache                     |                    | Mona Achache                |
| 2023 | Lee                                    | Lee                                               | Solange d' Ayen                    | Györgyi Anna       | Ellen Kuras                 |

### Televízió
| Év   | Magyar cím           | Eredeti cím              | Szerep            | Megjegyzések |
| ---- | -------------------- | ------------------------ | ----------------- | ------------ |
| 1993 | Hegylakó             | Highlander               | Lori Bellian      | 1 epizód     |
| 1994 | Sportakadémia        | Extrême Limite           | Sophie Colbert    | 1 epizód     |
| 1996 |                      | Théo la tendresse        | Laura             | 1 epizód     |
| 1996 |                      | L’@mour est à réinventer | Laurence          | 1 epizód     |
| 1996 |                      | Chloé                    | Chloé             | tévéfilm     |
| 1998 |                      | Interdit de Vieillir     | Abigail Dougnac   | tévéfilm     |
| 1998 |                      | La surface de réparation | Stella            | tévéfilm     |
| 2001 |                      | Les redoutables          | Gabby             | minisorozat  |
| 2013 |                      | Le Débarquement          | Nathalie the Bear | 1 epizód     |
| 2015 | April és az ál-világ | Avril et le monde truqué | April (hangja)    | tévéfilm     |

## Fontosabb díjak és elismerések

### Elnyert díjak
- 2004: Chopard Trófea a cannes-i fesztivál női felfedezettjeként
- 2005: Legjobb színésznő a Cabourgi Romantikus Filmfesztiválon – Hosszú jegyesség
- 2005: César-díj a legjobb női mellékszereplőnek – Hosszú jegyesség
- 2007: Legjobb színésznő a Cabourgi Romantikus Filmfesztiválon – Piaf
- 2007: Az év színésznője a (Piaf) a Hollywoodi Filmfesztiválon
- 2008: Golden Globe-díj a legjobb női főszereplőnek – Piaf
- 2008: BAFTA-díj a legjobb női főszereplőnek – Piaf
- 2008: César-díj a legjobb színésznőnek – Piaf
- 2008: Oscar-díj a legjobb női főszereplőnek – Piaf
- 2008: A francia filmes sajtó aranycsillagja – Piaf
- 2008: A nemzetközi kritikusok Lumière-díja – Piaf
- 2008: A Palm Springs-i Nemzetközi Filmfesztivál legnagyobb felfedezettje – Piaf
- 2008: Cseh oroszlán – Piaf

### Jelölések
- 1999: César-díj a legígéretesebb fiatal színésznőnek – Taxi
- 2002: César-díj a legígéretesebb fiatal színésznőnek – Búcsúdal
- 2008: Screen Actors Guild Awards a legjobb színésznőnek – Piaf
- 2008: Globes de Cristal a legjobb színésznőnek – Piaf
- 2010: Golden Globe-díj a legjobb női főszereplőnek – Kilenc
- 2013: Golden Globe-díj a legjobb női főszereplőnek – Rozsda és csont
- 2013: César-díj a legjobb színésznőnek – Rozsda és csont
- 2013: BAFTA-díj a legjobb női főszereplőnek – Rozsda és csont
- 2015: César-díj a legjobb színésznőnek – Két nap, egy éjszaka
- 2015: Oscar-díj a legjobb női főszereplőnek – Két nap, egy éjszaka
- 2017: César-díj a legjobb színésznőnek – Mal de pierres
- 2022: Golden Globe-díj a legjobb női főszereplőnek – Annette

## Fordítás
- Ez a szócikk részben vagy egészben  a   Marion Cotillard  című francia Wikipédia-szócikk ezen változatának fordításán alapul.  Az eredeti cikk szerkesztőit annak laptörténete sorolja fel. Ez a jelzés csupán a megfogalmazás eredetét és a szerzői jogokat jelzi, nem szolgál a cikkben szereplő információk forrásmegjelöléseként.